# Grahovše
Grahovše – wieś w Słowenii, w gminie Tržič. W 2018 roku liczyła 121 mieszkańców.